# Vanja Rasova
Vanja Rasova (* 18. April 1992 in Belgrad, eigentlich Vanja Rašova) ist ein deutsches Model und Influencerin.

## Leben
Rasova wuchs als Einzelkind bei ihrer Mutter auf und lebt überwiegend in Stuttgart und phasenweise in Berlin. Nach ihrem Abitur erlernte sie den Beruf der Kosmetikerin. Vanja ist zudem ausgebildete Schauspielerin und Synchronsprecherin.
Vanja Rasova erlangte als Teilnehmerin der Reality-Show Ex on the Beach, Game Of Clones und der serbischen Reality-TV-Show Zadruga größere Bekanntheit. Sie war als Teilnehmerin der zweiten Staffel der RTL-Fernsehshow Ex on the Beach zu sehen, die ab 2021 auf TVNOW ausgestrahlt wurde. Weiter ins öffentliche Geschehen rückte Vanja Rasova, nachdem der Schlagersänger Ennesto Monté eine kurze Beziehung mit ihr bekannt machte. Im Frühjahr 2020 wurde über sie berichtet, nachdem Oliver Pocher mehrere deutsche C/E-Promis öffentlich beleidigt hatte, darunter die Pop-Sängerin Senna Gammour und Vanja Rasova. Anlass hierfür war ihre Darstellung über die Schutzmaßnahmen zur Eindämmung der COVID-19-Pandemie in einem Video.
2024 veröffentlichte sie ihre erste Single Disco Safari, ein Song im Dance/Electronic Stil.
2025 nahm sie an der Castingshow My Style Rocks auf Sport1 teil und kam dort bis ins Finale.

## Filmografie
- Ex on the Beach (2020)
- Game Of Clones (2020)
- Zadruga (2020)
- My Style Rocks Germany (2025)

## Single
- Disco Safari (2024)